# Norberto do Amaral

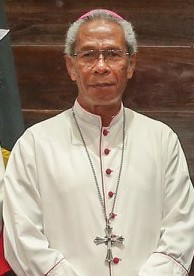
Norberto do Amaral (2020)

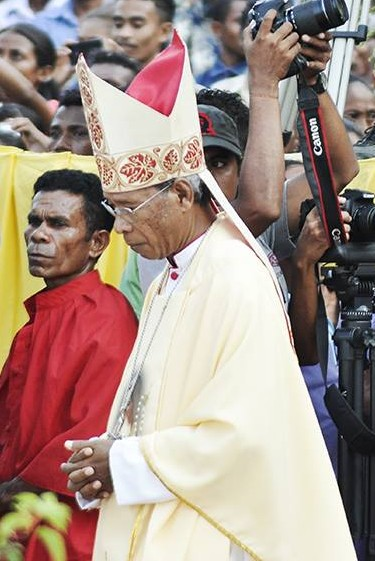
Norberto do Amaral (2015)

Norberto do Amaral (* 17. Februar 1956 in Ainaro, Portugiesisch-Timor) ist römisch-katholischer Bischof von Maliana in Osttimor.

## Leben
Norberto do Amaral ging in seinem Geburtsort Ainaro zur katholischen Volksschule. Danach trat er in das Priesterseminar Nossa Senhora da Fatima der Diözese Dili ein. Im interdiözesanen Priesterseminar St. Petrus in Ritapiret auf Flores (Indonesien) studierte Amaral Philosophie (1981 bis 1983) und Katholische Theologie (1985 bis 1988). Dazwischen arbeitete er 1984 in Ossu in der Seelsorge. Am 18. Oktober 1988 empfing er das Sakrament der Priesterweihe in Dili. Danach wurde Amaral Pfarrvikar der Pfarrei Ainaro. 1989 wurde er Pfarrer in der Pfarrei von Maubisse und war von 2000 bis 2004 Regens des Priesterseminars Peter und Paul in Dili.
Nachdem Amaral von 2005 bis 2007 in dogmatischer Theologie an der Päpstlichen Universität Urbaniana in Rom ein Lizenziatsstudium absolviert hatte, wurde er Professor und Präfekt des Vollseminars in Dili. 2008 wurde Amaral Kanzler der Diözese Dili und Direktor dessen Magazins „A Sera“.
Papst Benedikt XVI. ernannte ihn am 30. Januar 2010 zum ersten Bischof des neugegründeten Bistums Maliana. Die Bischofsweihe von Amaral erfolgte am 26. April 2010 durch Erzbischof Leopoldo Girelli, Apostolischer Nuntius in Osttimor; Mitkonsekratoren waren der Bischof von Díli, Alberto Ricardo da Silva, und der Bischof von Baucau, Basílio do Nascimento. 2021 übernahm Amaral den Vorsitz in der timoresischen Bischofskonferenz (CET) von Nascimento.